# Građanska koalicija Prvi mart
Građanska koalicija Prvi mart bila je nevladina organizacija više organizacija i udruga kao i koalicija bosanskohercegovačkih političkih stranaka s područja Federacije BiH koje djeluje u Republici Srpskoj, jednoj od entiteta BiH.
Građanska koalicija Prvi mart osnovana je 23. prosinca 2012. kao koalicija 30 organizacija i udruga s područja Federacije BiH, jednog od entiteta BiH s ciljem djelovanja na području Republike Srpske. Koaliciju čine udruženja žrtava, udruženja boraca, organizacije povratnika, izbjeglih i raseljenih te asocijacije i pokreti koji djeluju u oblasti ljudskih prava povratnika. Ciljevi koalicije su ostvarivanja prava glasa u prijeratnim mjestima prebivališta svim povratnicima, interno raseljenim licima i izbjeglicama, te obrazovanje zajedničke, multinacionalne liste za Parlamentarnu skupštinu Bosne i Hercegovine i Narodnu skupštine Republike Srpske.
Koalicija promiče unitarističko i centralističko uređenje Bosne i Hercegovine, što podrazumijeva ukidanje entiteta - Republike Srpske i Federacije BiH, kao i županija u Federaciji BiH. Iako je u na dan osnivanja inicijator Koalicije Emir Suljagić izjavio kako cilj Koalicije nije da poslije izbornih rezultata "sjede i pričaju o ukidanju Republike Srpske" te da "Republika Srpska nije neprijatelj ni protivnik Koalicije", godinu kasnije je promijenio stav rekavši da je Republika Srpska "zemlja u kojoj je ozakonjen Ravnogorski četnički pokret (RČP), a Prvi mart je centralistička i unitaristička kampanja. Naravno, da jesmo za unitarizam i centralizam, za BiH od Une do Drine i od Save do mora. Ako to ne uradimo mi, hoće naša djeca. Ali, nećemo stati u ovome. Nikada. Zato što znamo kako je boraviti u okupatorskom režimu. Vjerujte, čak 49% naše zemlje je okupirano. Vlada RS, sve institucije RS se prema nesrbima ponašaju kako se Wehrmacht ponašao od 1941. do 1945. godine. Taj dio zemlje je okupiran. Imamo puno pravo da radimo na tome da oslobodimo taj dio tog teritorija i da živimo kao slobodni građani u svojoj zemlji".
Konačno su sporazumom nazvanim "Domovina" i političke stranake "probosanskog" usmjerenja 31. ožujka 2014. pristupile koaliciji s je ciljem ukidanja Republike Srpske i učlanjenje BiH u NATO-pakt kao i "stvaranje preduvjeta za poboljšanje položaja građana i građanki nesrpske nacionalnosti u ovom entitetu". Koaliciju čine Demokratska fronta, Hrvatska stranka prava BiH, Posavska stranka, Savez za bolju budućnost BiH, Stranka za BiH, Stranka demokratske akcije, Stranka dijaspore, Socijaldemokratska unija BiH i Stranka pravde i povjerenja.